# US PGA Championship 2012
Het Amerikaanse PGA Kampioenschap is een van de Majors van de golfsport. In 2012 is de 94ste editie van 9-12 augustus. Het toernooi wordt voor het eerst op The Ocean Course van de Kiawah Island Golf Resort gespeeld. De winnaar ontvangt de Wanamaker Trofee. Titelverdediger is de Amerikaan Keegan Bradley.

## De baan
Het eiland Kiawah is een lang, smal eiland voor de kust van South Carolina. De golfbaan, aangelegd door Pete Dye, is een links baan en ligt langs de zuidkust. Iedere hole heeft zes teeboxes.
Hier werd in 1991 de Ryder Cup gespeeld, maar het is de eerste keer dat het US PGA Kampioenschap op The Ocean Course komt.

## Verslag
Voor negen spelers is dit de eerste keer dat ze een Major spelen:  Matt Dobyns, Michael Frye, William McGirt, Bill Murchison III, Rod Perry, Corey Prugh, Paul Scaletta, Doug Wade en Bernd Wiesberger.

#### Ronde 1
Het was de eerste dag mooi weer. Carl Pettersson begon met droe birdies in de eerste vier holes en maakte er daarna nog drie. Het werd een bogey-vrije ronde van -6. Rory McIlroy maakte ook geen bogeys en eindigde op -5, net als Gary Woodland en Gonzalo Fernández-Castaño.

#### Ronde 2
Er stond veel wind. Vijay Sing was de enige speler die onder de 70 scoorde. Hij was ook de enige speler die in ronde 2 beter scoorde dan in ronde 1. Hij klom daarna naar de eerste plaats, die hij evenwel moest delen met Carl Petterson en Tiger Woods, die op 11 greens maar 1 putt nodig had. Tiger Woods en Phil Mickelson maakten beiden een ronde van 71, verder hadden alle spelers een score van 72 of hoger.
  Na de tweede ronde stonden nog maar tien spelers onder par. Joost Luiten viel daar net buiten. De cut werd +6, in het weekend doen nog 72 spelers mee, waaronder 28 Amerikanen en 21 Europeanen.

#### Ronde 3
De strijd ging tussen Tiger Woods en Vijay Singh. Woods stond na 7 holes al +3, terwijl Vijay Singh toen op -2 stond. In de partij voor hun speelden Carl Pettersson en Ian Poulter, die meer gelijk opgingen. En daarvoor speelde Rory McIlroy, die na acht holes al vijf birdies had gemaakt en even aan de leiding ging. Een hole later maakte hij een bogey en stond hij gelijk met Vijay Singh op -6.
Joost Luiten begon mooi met twee birdies, die op hole 5 (par 3) werden tenietgedaan door een dubbel-bogey. Hij herstelde zich met birdies op hole 7 en 10 en stond met zes holes te gaan nog steeds op de 11de plaats. Om half 6 lokale tijd begon het zo hard te regenen, dat de spelers teruggeroepen werden. Onweer dreigde. Zondag worden de laatste 27 holes gespeeld. Eerst wordt om 07:45 gestart on ronde 3 af te maken, en tegen het middaguur zal de laatste ronde gespeeld worden in groepen van drie, vanaf hole 1 en 10.

#### Ronde 4
Ronde 3 werd volgens schema afgemaakt. Bo Van Pelt en Rory McIlroy maakten een score van 67, waarma Van Pelt naar de 3de plaats steeg en McIlroy aan de leiding ging. Tim Sluiter begon op hole 13 met een bogey en liet het niet daarbij. Hij zakte af naar de 32ste plaats.

In de vierde ronde begon Ian Poulter met zes slagen achterstand op Rory McIlroy. Na een serie van vijf birdies was dat nog maar één slag. McIlroy startte later en maakte twee birdies in de eerste drie holes waarna de afstand drie slagen was, waarbij Poulter nog steeds op de 2de plaats stond. Poulter bleef goed spelen, na twaalf holes stond hij 7 onder par en nog maar twee slagen achter McIlroy. Toen maakte Poulter drie bogeys en was de spanning weg. De scorecard van McIlroy toonde zes birdies, gelijk aan het toernooirecord, en hij won met acht slagen voorsprong. Poulter maakte vier bogeys in de laatste vijf holes en werd gedeeld 3de. De grote verrassing werd David Lynn die naar de 2de plaats klom en uitnodigingen kreeg voor de volgende Masters en de volgende editie van dit toernooi en hij steeg naar nr 40 op de wereldranglijst.
Luiten startte op hole 10 en hij had weer een goede dag. Hoewel hij na negen holes op +1 stond, maakte hij daarna nog vier birdies zodat hij een ronde van 69 maakte. 
| Naam                      | R1 | R1 | Nr  | R2 | R2  | Totaal | Nr  | R3 | R3  | Totaal | Nr  | R4 | R4  | Totaal | Eindstand |
| ------------------------- | -- | -- | --- | -- | --- | ------ | --- | -- | --- | ------ | --- | -- | --- | ------ | --------- |
| Rory McIlroy              | 67 | -5 | T2  | 75 | +3  | -2     | T5  | 67 | -5  | -7     | 1   | 66 | -6  | -13    | 1         |
| David Lynn                | 73 | +1 | T66 | 74 | +2  | +3     | T32 | 68 | -4  | -1     | T10 | 68 | -4  | -5     | 2         |
| Ian Poulter               | 70 | -2 | T23 | 71 | -1  | -3     | 4   | 74 | +2  | -1     | T10 | 69 | -3  | -4     | T3        |
| Justin Rose               | 69 | -3 | T14 | 79 | +7  | +4     | T57 | 70 | -2  | +2     | T25 | 66 | -6  | -4     | T3        |
| Carl Pettersson           | 66 | -6 | 1   | 74 | +2  | -4     | T1  | 72 | par | -4     | 2   | 72 | par | -4     | T3        |
| Adam Scott                | 68 | -4 | T6  | 75 | +3  | -1     | T7  | 70 | -2  | -3     | T3  | 73 | +1  | -2     | T11       |
| Tiger Woods               | 69 | -3 | T14 | 71 | -1  | -4     | T1  | 74 | +2  | -2     | T6  | 72 | par | -2     | T11       |
| Bo Van Pelt               | 73 | +1 | T66 | 73 | +1  | +2     | T24 | 67 | -5  | -3     | T3  | 74 | +2  | -1     | T18       |
| Joost Luiten              | 68 | -4 | T6  | 76 | +4  | par    | T11 | 75 | +3  | +3     | T32 | 69 | -3  | par    | T21       |
| Trevor Immelman           | 71 | -1 | T32 | 72 | par | -1     | T7  | 70 | -2  | -3     | T3  | 76 | +4  | +1     | T27       |
| Vijay Singh               | 71 | -1 | T32 | 69 | -3  | -4     | T1  | 74 | +2  | -2     | T6  | 77 | +5  | +3     | T36       |
| Gary Woodland             | 67 | -5 | T2  | 79 | +7  | +2     | T24 | 75 | +3  | +5     | T50 | 72 | par | +5     | T48       |
| Gonzalo Fernández-Castaño | 67 | -5 | T2  | 78 | +6  | +1     | T16 | 75 | +3  | +4     | T41 | 77 | +5  | +9     | T62       |
| Nicolas Colsaerts         | 73 | +1 | T66 | 78 | +6  | +7     | MC  |    |     |        |     |    |     |        |           |

## Spelers
Het deelnemersveld bestaat uit 150 spelers. Daarbij zijn 39 Europese spelers, w.o. Nicolas Colsaerts en Joost Luiten
| - Blake Adams - Thomas Aiken - Robert Allenby - Aaron Baddeley - Sang-Moon Bae - Danny Balin - Rich Beem (2002) - Frank Bensel - Thomas Bjørn - Keegan Bradley (2011) - Mark Brooks (1996) - Mark Brown - Jonathan Byrd - Ángel Cabrera - Rafael Cabrera Bello - Brian Cairns - Paul Casey - Bud Cauley - Greg Chalmers - Roger Chapman - Choi Kyung-ju - Stewart Cink - Tim Clark - Darren Clarke - George Coetzee - Nicolas Colsaerts - Jeff Coston - Ben Crane - Ben Curtis - John Daly (1991) - Brian Davis - Jason Day - Brendon de Jonge - Matt Dobyns - Luke Donald - Jamie Donaldson - Jason Dufner - Ken Duke - Simon Dyson - Ernie Els - Matt Every - Gonzalo Fernández-Castaño - Rickie Fowler - Marcus Fraser - Michael Frye - Hiroyuki Fujita - Jim Furyk - Brian Gaffney - Tommy Gainey - Sergio García - Robert Garrigus - Lucas Glover | - Retief Goosen - Branden Grace - Bill Haas - Anders Hansen - Peter Hanson - Pádraig Harrington (2008) - J.J. Henry - Michael Hoey - Charley Hoffman - Charles Howell III - John Huh - Trevor Immelman - Ryo Ishikawa - Fredrik Jacobson - Thongchai Jaidee - Marty Jertson - Miguel Ángel Jiménez - Dustin Johnson - Zach Johnson - Brendan Jones - Robert Karlsson - Martin Kaymer (2010) - Darrell Kestner - Kyung-Tae Kim - Matt Kuchar - Martin Laird - Pablo Larrazábal - Paul Lawrie - Marc Leishman - Spencer Levin - Davis Love III (1997) - Mitch Lowe - Joost Luiten - David Lynn - Hunter Mahan - Matteo Manassero - Graeme McDowell - William McGirt - Rory McIlroy - George McNeill - Shaun Micheel (2003) - Phil Mickelson (2005) - Kelly Mitchum - Bryce Molder - Francesco Molinari - Ryan Moore - Alan Morin - Bill Murchison - Kevin Na - Seung-Yul Noh - Alexander Norén - Sean O'Hair | - Geoff Ogilvy - José María Olazabal - Thorbjørn Olesen - Louis Oosthuizen - Jeff Overton - Ryan Palmer - Pat Perez - Rod Perry - Carl Pettersson - Darren Andrew Points - Ted Potter Jr - Ian Poulter - Corey Prugh - Alvaro Quiros - Chez Reavie - Robert Rock - John Rollins - Justin Rose - Rory Sabbatini - Paul Scaletta - Charl Schwartzel - Adam Scott - John Senden - Marcel Siem - Webb Simpson - Jeev Milkha Singh - Vijay Singh (1998, 2004)) - Mike Small - Brandt Snedeker - Bob Sowards - Scott Stallings - Kyle Stanley - Steve Stricker - Toru Taniguchi - Michael Thompson - David Toms (2001) - Cameron Tringale - Bo Van Pelt - Scott Verplank - Doug Wade - Johnson Wagner - Jimmy Walker - Nick Watney - Bubba Watson - Lee Westwood - Charlie Wi - Bernd Wiesberger - Mark Wilson - Gary Woodland - Tiger Woods (1999, 2000, 2007, 2008) - Yang Yong-eun (2009) |